# MementoMori
《MementoMori》是Bank of Innovation開發的角色扮演遊戲，2022年10月18日在App Store、Google Play和DMM GAMES上線。遊戲設計參考了中世紀的獵巫運動，講述一名同情魔女的領主，帶領魔女去拯救被毀滅的世界。

## 遊戲系統
《MementoMori》是一款採用放置遊戲玩法的角色扮演遊戲，以免費遊玩模式營運，內購為主要收費方式。故事發生在一個奇幻的大陸，部分的少女擁有特殊的力量，被稱為「魔女」。在數個月前，發生了一場席捲整片大陸的災難，聖槍教會將災難歸咎於魔女，並展開了「魔女狩獵」。其中十名魔女在迫害中失控成為「逆卡巴拉魔女」，狂亂的魔力毀滅了一個又一個國家。主人公是大陸最南部法蘭公領的一位領主，他同情魔女，並庇護了部分魔女。一天魔女伊利亞帶著神杖拜訪，並希望主人公利用神杖的力量去拯救這個毀滅的世界。神杖能淨化受災土地，強化魔女力量和讓逆卡巴拉魔女恢復正常，在伊利亞的鼓動下，主人公開始團結各地的魔女，建設領地，向受災的地區進發。玩家扮演故事中的領主，領導魔女對抗十名逆卡巴拉魔女，並收復和建設淪陷的各國土地。玩家需要組建一支五人的隊伍攻略主線的關卡，隊伍也負責週期性的遭遇戰，戰鬥過程全自動，遊戲後期會開放加速戰鬥功能。在每場戰鬥後，玩家能獲得武器道具等強化角色的材料。遊戲還有Roguelike關卡，公會任務等內容。

## 開發
Bank of Innovation用了五年時間開發《MementoMori》，友永吉昭擔任製作人，負責遊戲立案和整體設計，以及玩法設計；松浦知也擔任遊戲總監，負責策劃、美術、引擎等開發事宜，還有專案管理相關工作。友永吉昭以日本傳統美學物哀設計該作，為了表現出如夢似幻的美感，角色美術采用了水彩畫風格，還為每個角色配置了專屬的抒情詩，每個角色還使用了Live2D技術，有各自的表情和動作演出。為了強化遊戲玩法深度，開發商對角色技能進行了大量微調，豐富不同角色組合方式。遊戲面向全球發行支持日語、英語、韓語和繁體中文，遊戲以日語文本的藍本，翻譯其他語音，為了保證各語音版本的一致性和質量，開發商在公司內部成立翻譯團隊，還邀請英語歌手演唱角色的專屬歌曲英文版。遊戲故事背景原定為中世紀歐洲，並參考了神聖羅馬帝國和部分歷史事件，後來為了簡化世界觀，改為架空世界。
開發商邀請了很多日本樂隊和音樂家參與遊戲的音樂製作，如京都音樂樂隊Hakubi負責角色艾莉絲的專屬歌曲，霜月遙負責角色愛沐爾，茅原實里同時負責角色A.A.的配音和歌曲。主線十名逆卡巴拉魔女角色曲，部分參考一些古典樂元素。遊戲發佈一週年，開發商為遊戲增加音樂播放器功能，歌單為抒情詩和遊戲背景音樂。

## 發行

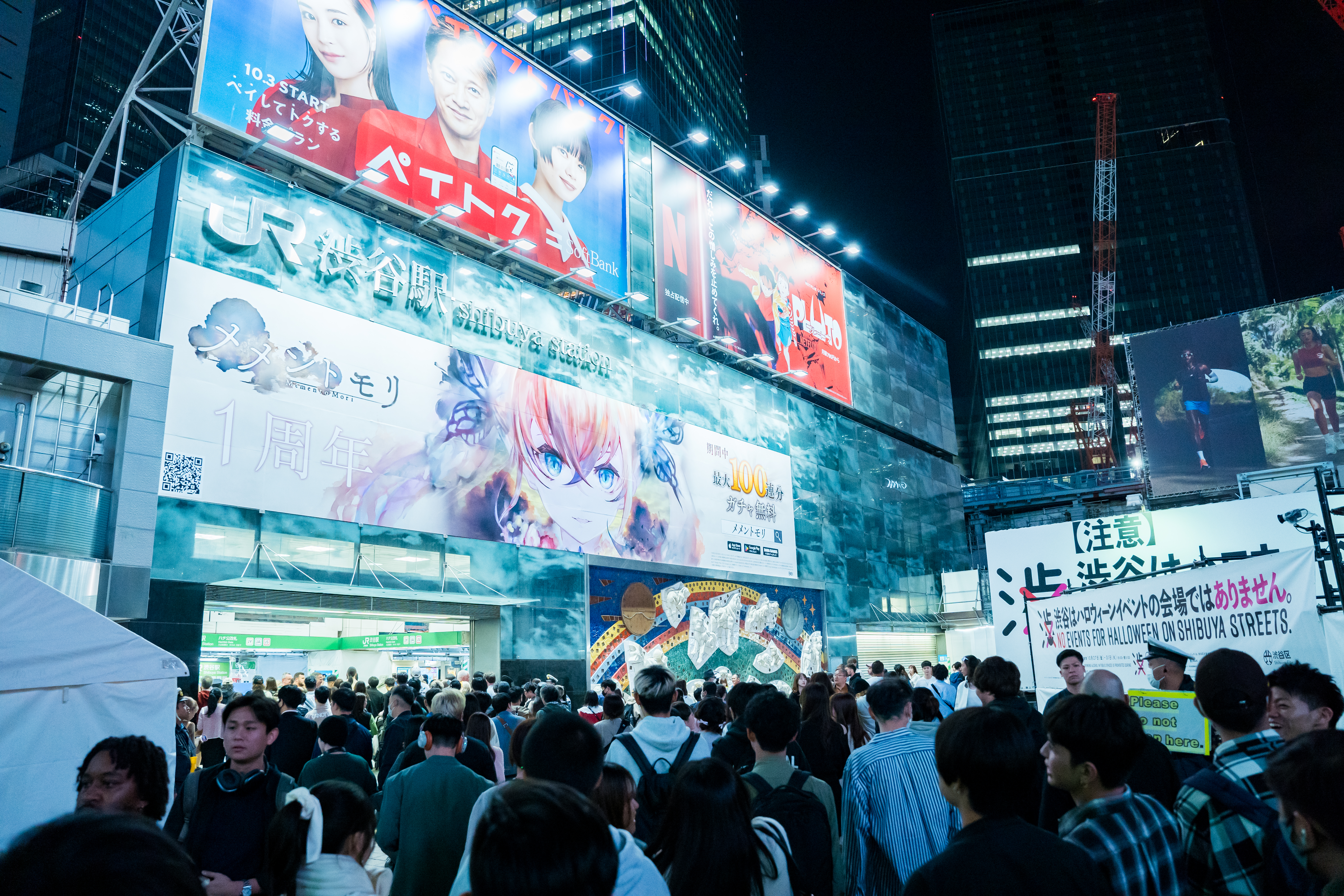
遊戲在澀谷站的一週年廣告

2021年8月20日，Bank of Innovation首次披露遊戲信息和發佈官網，並開放預約。2022年4月6日DMM GAMES開放PC版預先註冊，同月27日App Store預約註冊，7月26日開放Google Play預先註冊，並預告同年9月上線。步入9月，總預約人數超過90萬。由於預先註冊人數超出開發商預期，為了保證遊戲上線後玩家有流暢的網絡體驗，開發商決定增加伺服器，正式上線日期也延期10月18日。遊戲上線前預約人數超過120萬，開發商用了2億日元進行廣告營銷，其中2022年9月用了1億日元，上線後一周實際下載量超過100萬。2022年12月26日至次年1月4日，開發商在日本全國電視台投放廣告。2024年7月23日，Bank of Innovation在日本推出自家的PC版。2025年3月25日，遊戲登陸Steam。
遊戲首張音樂專輯《Lament Collection Vol.1》於2023年10月25日發售，收錄日文及英文角色曲共78首。數位版於2024年1月17日登陸iTunes、Spotify、KKBOX等音樂流媒体。遊戲原畫集《Memento Mori Official Art Book》由KADOKAWA Game Linkage於2023年12月22日發售。第二張音樂專輯《Lament Collection Vol.2》於2024年10月23日發售，收錄日文角色曲16首。2025年10月25日，官方在東京舉辦首場音樂會「MementoMori 1st Live ～The Singing of Laments～」。

## 評價及反響
| 媒体   | 得分   |
| ------ | ------ |
| Appget | [ 23 ] |
| QooApp | [ 1 ]  |

### 評價
遊戲獲得2022年度Sensor Tower APAC Awards的日本區最佳手機角色扮演遊戲獎，頒獎方稱讚了遊戲出色的美術和音樂，還有豪華的配音陣容，在發售初期還獲得不俗的商業表現。
評論員對遊戲美術和音樂評價正面，同時也批評遊戲性差，玩法不夠創新。遊戲的美術和音樂獲得一致的好評，游戏大观的編輯稱讚遊戲鮮明的水彩畫美術風格，角色的MV也保持了這種風格，「给人以强烈的视觉冲击」。遊戲图形用户界面和其他同類遊戲相比具有一定辨識度。游戏葡萄編輯依光流認為遊戲「把风格化做到极致」，每個角色的美術、配音和專屬歌曲均配合得很好。QooApp的評論員Akira稱讚開發商給每一個角色，包括普通角色也配置了角色歌曲，而且遊戲內的歌曲風格多樣。
遊戲玩法設計評價偏向負面，游戏大观的編輯評價該作有「豪华配置的『音画全家桶』，与古早页游风放置卡牌战斗」，直言遊戲的玩法設計過於簡單，和遊戲優秀的美術和音樂相比有很大的差距。評論員丸子在GameRes游资网摘文指出遊戲的美術風格限制了玩法設計，水彩畫風格難以製作2DQ版的骨骼动画及將角色3D化，所以開發商只能以傳統的卡牌對撞形式設計對戰畫面，導致演出效果「乏善可陈」。他表示「游戏的个性视听体验都没给玩法体验上带来加成，这对于一款以后要长期运营的游戏来说，伤害是挺大的」。依光流也批評遊戲玩法與角色和主線等內容割裂，作品定位模糊，宣傳是輕度的放置遊戲，實際上有著明顯付費勝利內核。Appget的編輯納谷英嗣也認為角色培養有很長的成長曲線，玩家需要耗費很多時間收集材料。

### 商業表現
遊戲上線後兩周App Store和Google Play的全球總營收超過2300萬美元，其中日本貢獻了近七成的營收。遊戲在日本App Store免費榜登上第一名，暢銷榜第四名，在韓國暢銷榜最高為第七名，香港最高為第三名，台灣最高為第八名。開發商Bank of Innovation為上市公司，遊戲上線後商業表現帶動公司股價上漲，市值對比遊戲上線前上升了135%。2023年1月17日，開發商表示遊戲總下載量超過200萬。根據Sensor Tower統計，遊戲上線一年營收超過1.8億美元，七成遊戲玩家年齡為18至34歲。2024年3月，遊戲下載量超過350萬。根據Bank of Innovation的公開財報，遊戲上線30日內，全球營收超過55億日元，之後1年4個月內每月營收均超過10億日元。

## 外部連結
- 官方网站（繁體中文）